# Sandharlanden
Sandharlanden ist ein Ortsteil der Stadt Abensberg im Landkreis Kelheim in Niederbayern und die westlichste Gemarkung im Stadtgebiet.

## Geschichte
Die Geschichte des Pfarrdorfes Sandharlanden lässt sich nicht genau rekonstruieren. Sicher ist, dass die Gegend schon sehr früh besiedelt war. Sucht man nach Urkunden, in denen der Ort erwähnt wird, so findet man die ältesten davon im Kloster Weltenburg. Es ist allerdings erwiesen, dass Sandharlanden ehemals Eigentum der Herren von Werd war und erst durch eine Stiftung in den Besitz des Klosters Weltenburg überging.
Erstmals erwähnt wird der Ort in diesem Zusammenhang im Jahre 895, damals schon in einer der heutigen sehr ähnlichen Schreibweise Santharlanta. In der Übersetzung aus dem Althochdeutschen bedeutet dieser Name Ackerland, auf dem vorwiegend Flachsanbau betrieben wurde. Weitere Aufzeichnungen über Sandharlanden finden sich ausschließlich in Urkunden aus dem Kloster Weltenburg, die etwa in die Zeit von 1000 bis in das 13. Jahrhundert zu datieren sind. Dort ist von einem Hademund von Harlanden zu lesen, der dem Kloster ein Gut schenkte. Auch in Totenverzeichnissen erscheint immer wieder das Geschlecht derer von Harlanden: Anfang des 13. Jahrhunderts eine Adelheid von Harlanden und um 1325 die Herren Conrad und Ulrich von Harlanden. Aus dieser Zeit stammen auch die ersten nachweisbaren Daten der alten Kirche im Ort.

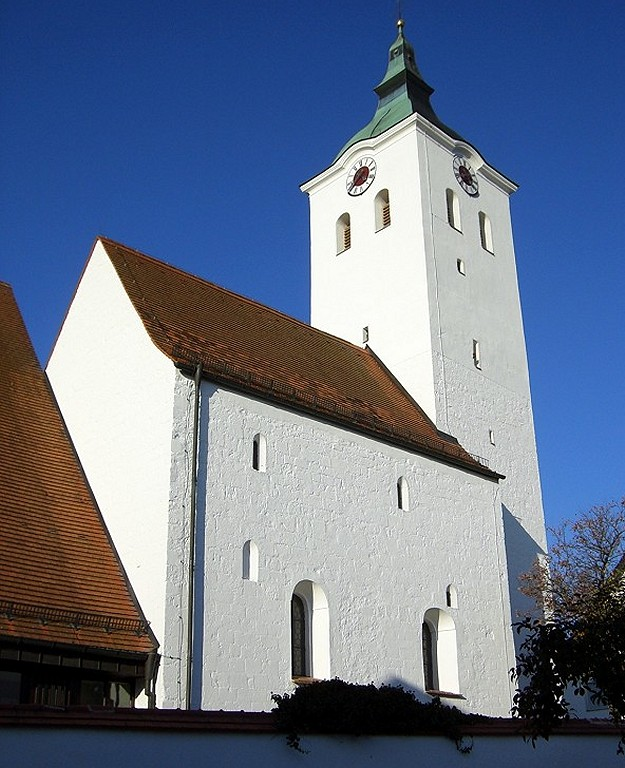
Die Kirche St. Gallus

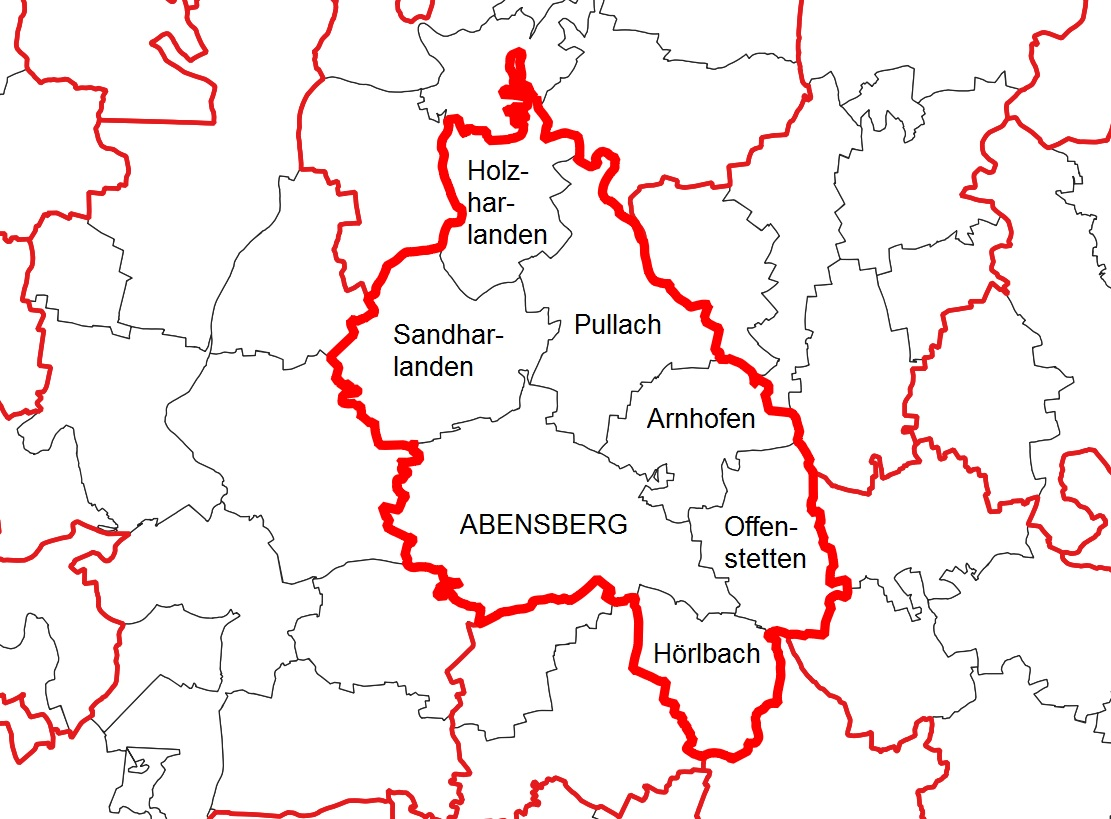
Sandharlanden ist die westlichste Gemarkung in der Stadt Abensberg

Im Laufe der Jahre wurde die Gemeinde durch mehrere Kriege in Mitleidenschaft gezogen. Waren es zunächst Völker, die aus dem Osten einfielen, wie die Hunnen und die Awaren, so folgten diesen im 10. Jahrhundert die Ungarn, die viele Orte in Brand steckten. Die schlimmsten Leiden mussten die Sandharlandener dann im Laufe des Dreißigjährigen Krieges erdulden. Vor allem die Söldner des Schwedenkönigs Gustav Adolf wie auch die Soldaten des bayerischen Kurfürsten Maximilian I. verwüsteten viele Landstriche. Die Bewohner hatten noch an den Folgen dieses Krieges und der Pest zu leiden, als zu Beginn des 18. Jahrhunderts der Spanische Erbfolgekrieg neues Unheil über sie brachte. Die Österreicher siegten über die Franzosen und bestraften die Bayern schwer für ihre militärische Hilfe, die sie dem französischen König Ludwig XIV. gewährt hatten.
Im darauf folgenden Österreichischen Erbfolgekrieg wurde Sandharlanden 1744 in der Schlacht von Abensberg (nicht zu verwechseln mit der Schlacht von Abensberg im Jahre 1809) wieder zum Kriegsschauplatz. Manche Kriegsherren hatten im Herrensitz des Ortes ihr Hauptquartier aufgeschlagen. Aufgrund von gefundenen Mauerresten wird angenommen, dass dieser beim oder sogar im ehemaligen Friedhof gestanden hat, der so stark befestigt war, dass er von den Bewohnern als Zufluchtsort bei einem Angriff genutzt werden konnte. So war die Mauer wesentlich höher als sie heute noch steht. Übrig geblieben ist aus dieser Zeit nur das romanische Eingangsportal, das beim Bau einer neuen Kirche in die Anlage mit einbezogen wurde. 
An die Wehrhaftigkeit der Sandharlandener erinnert noch die alte Kirche, die als Wehrkirche erbaut worden war und deren Langhaus Schießscharten aufweist. Die aus dem 13. Jahrhundert stammende romanische Kirche St. Gallus wurde in der Zeit des Barock verändert. Die Altäre sind aus dem Jahr 1730, Holzfiguren Marias und des hl. Gallus vom Ende des 15. Jahrhunderts. Ein befestigter Friedhof schließt sich an.
Am 1. Januar 1972 wurde die bis dahin selbstständige Gemeinde Sandharlanden in die Stadt Abensberg eingegliedert.

## Baudenkmäler
Siehe auch: Liste der Baudenkmäler in Sandharlanden